# (At Glade)
At Glade – debiutancki album poznańskiego artysty, Fismolla, który ukazał się w 2013 r. nakładem wydawnictwa Nextpop.
Płyta zadebiutowała na 23. miejscu OLiS i uzyskała certyfikat złotej.

## Lista utworów
| 1.  | "Trifle"                   | 4:33  |
|     |                            |       |
| 2.  | "Let’s Play Birds"         | 4:03  |
|     |                            |       |
| 3.  | "History of the Moon"      | 4:55  |
|     |                            |       |
| 4.  | "Close To the Light"       | 6:11  |
|     |                            |       |
| 5.  | "Flowering"                | 4:11  |
|     |                            |       |
| 6.  | "Time of Glimmers"         | 6:03  |
|     |                            |       |
| 7.  | "Look at This"             | 4:38  |
|     |                            |       |
| 8.  | "To Dryad"                 | 3:06  |
|     |                            |       |
| 9.  | "Let Me Breathe Your Sigh" | 5:22  |
|     |                            |       |
| 10. | "Song of Songs"            | 6:15  |
|     |                            |       |
|     |                            | 49:17 |
|     |                            |       |

## Skład wykonawczy
- Fismoll - muzyka, aranżacje, produkcja muzyczna, realizacja nagrań, miks, teksty utworów nr: 2,3,6,7,8,9; śpiew, gitary (klasyczna, akustyczna, elektryczna), guitalele, pianino, synth bass, syntezatory, duduk
- Robert Amirian - produkcja muzyczna, realizacja nagrań, miks, teksty utworów nr: 1,3,4,9,10; gitara basowa, syntetyzatory, dzwonki
- Mandy Parnell - mastering w Black Saloon Studios w Londynie (maj 2013)
- Kacper Budziszewski - gitara klasyczna i elektryczna, guitalele
- Marcin Ułanowski - bębny, shaker
- Joanna Glensk - wiolonczela, chórki
- Kristine Harutyunyan - skrzypce
- Joanna Tatarkiewicz - altówka
- Paulina Sielicka - skrzypce
- Jan Stokłosa - wiolonczela
- Amadeusz Franczyk - cymbały
- Jędrzej Guzik - projekt graficzny